# Regata Sydney-Hobart

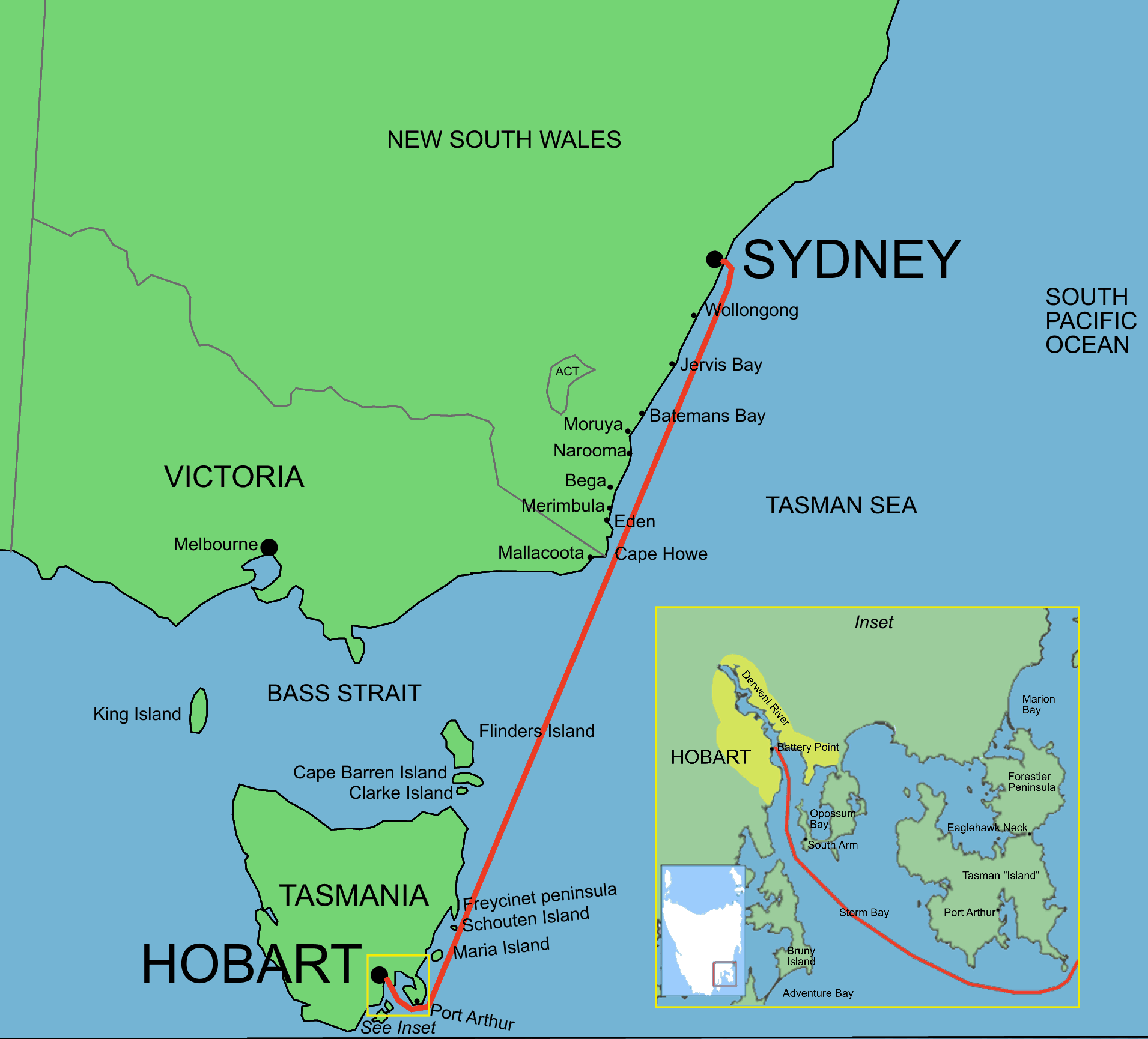
Rota da Regata Sídney-Hobart.

A Regata Sydney-Hobart é um evento anual sediado pelo Cruising Yacht Club of Australia, começando em Sydney, Nova Gales do Sul no Boxing Day e finalizando em Hobart, Tasmania. A regata tem a distância de aproximadamente  630 milhas náuticas (1 170 km). A regata tem a cooperação de trabalho com o  Royal Yacht Club of Tasmania, Começando em 1945, ela é considerada uma das mais difíceis regatas do mundo.

## Referencias
1. ↑  «Sydney to Hobart Yacht Race». About. Consultado em 9 de maio de 2013. Arquivado do original em 12 de julho de 2014
2. ↑  «Tough legacy of a Sydney classic». BBC News. 29 de dezembro de 2001. Consultado em 24 de maio de 2010

## Ligações Externas
- Rolex Sydney Hobart Yacht Race – Sitio Oficial
- NSW Maritime site – Aquatic Events(PDF)
- Distancia de Sydney to Hobart
- Fotos do 2009 Sydney to Hobart Yacht Race
- Wilmapa
- Análise Sydney-Hobart vencedores
- MotorSM